# Tjeppenboer
Tjeppenboer (Fries: Tsjeppenbûr) is een buurtschap in de gemeente Waadhoeke, in de Nederlandse provincie Friesland. De plaats ligt in de driehoek Franeker, Dronrijp en Welsrijp in de hoek van het van Harinxmakanaal en de Franekervaart. De buurtschap wordt soms geschreven als Tsjeppenboer, zowel in het Nederlands als het Fries. 

## Geografie
De buurtschap ligt in het dorpsgebied van Welsrijp aan de weg Tsjeppenbûr en bestaat uit een drietal adressen, twee boerderijen en een woonhuis.

## Geschiedenis
Bij Tjeppenboer heeft mogelijk een state gestaan, Sippenboer. Daarnaast zijn er resten gevonden van een terp uit de IJzertijd, ergens tussen 250 tot 12 jaar voor Christus.
De plaats werd onder andere vermeld als  Tzeppe in 1500, als Tzyepenbur in 1505, als Sippenbuer in de 16e eeuw als Tieppenboer en Tjepperbuyr in de 17e eeuw, en als Tjepperbuur en Tjepperbuurt in de 19e eeuw. Het eerste bestanddeel van de plaatsnaam zou duiden op persoonsnaam Tjep of Tjepke, en het tweede naar 'buur', van het Oudfriese woord 'bûr', wat kan duiden op de woonplaats van die persoon was.

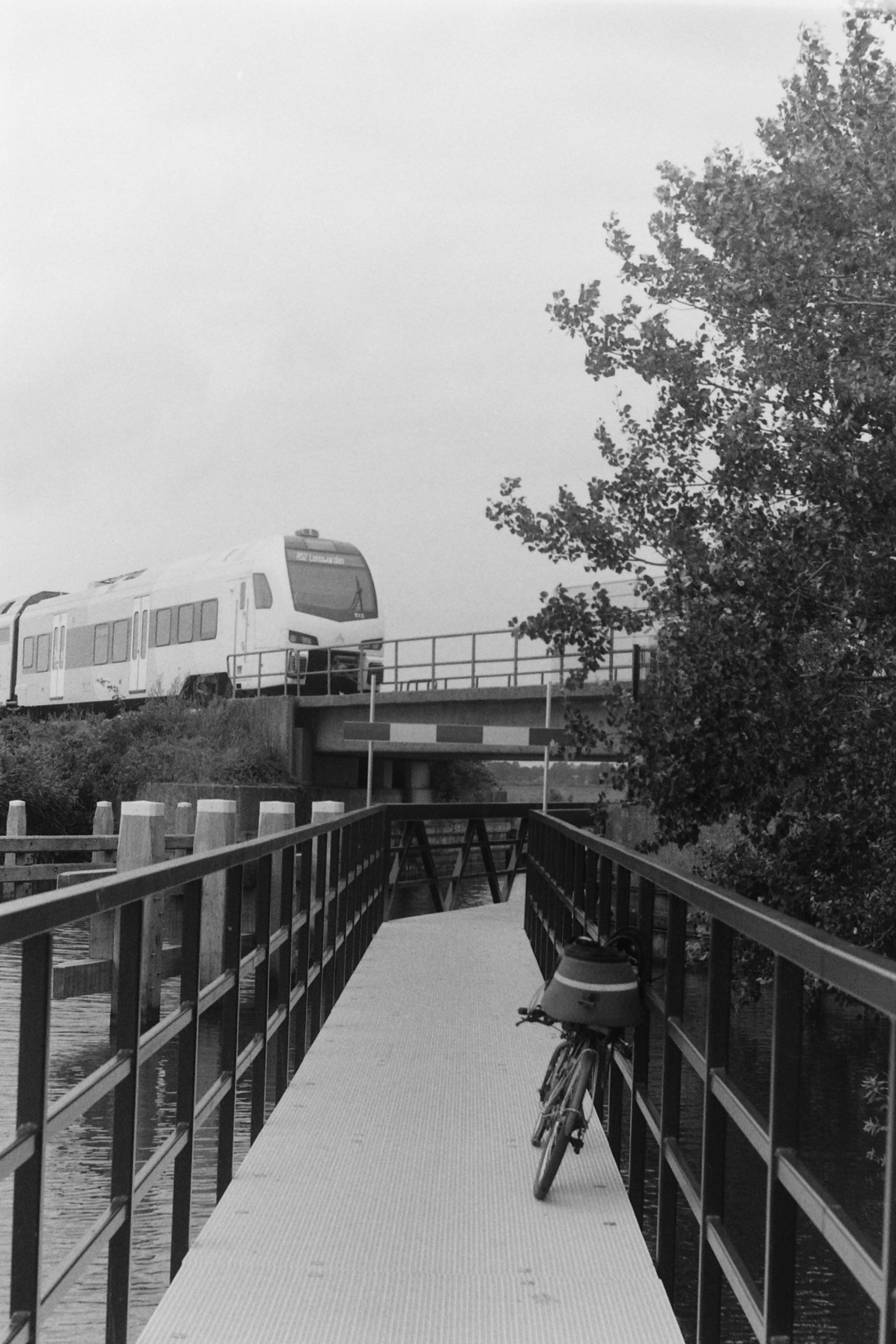
Fietsbrug bij Tjeppenboer, 2023

Steden, dorpen en gehuchten: Achlum · Baijum · Beetgum · Beetgumermolen · Berlikum · Blessum · Boer · Boksum · Deinum · Dongjum · Dronrijp · Engelum · Firdgum · Franeker · Herbaijum · Hitzum · Klooster-Lidlum · Marssum · Menaldum · Minnertsga · Nij Altoenae · Oosterbierum · Oudebildtzijl · Peins · Pietersbierum · Ried · Ritsumazijl · Schalsum · Schingen · Sexbierum · Sint Annaparochie · Sint Jacobiparochie · Slappeterp · Spannum · Tzum · Tzummarum · Vrouwenparochie · Welsrijp · Westhoek · Wier · Winsum · Zweins

Buurtschappen: Arkens · Bonkwerd · Dijkshoek · Doijum · Fatum · Hatsum · Het Hooghout · Kie · Kiesterzijl · Kingmatille · Klooster Anjum · Koehool · Laakwerd · Lutjelollum · Miedum · Nieuwebildtzijl · Oosterend · Oosthoek · Rewerd (deels) · Roptazijl (deels) · Salverd · Schildum · Sopsum · Stad Niks · Tolsum · Tritzum · Tjeppenboer · Vrouwbuurtstermolen (deels) ·  Weakens · Westerend · Zwarte Haan

Voormalige buurtschappen:Barrum · De Kampen · De Poelen · De Vlaren · Dijksterhuizen · Franjumerburen · Holprijp · Koum · Langwerd · Teetlum · Memerd · War 

Friesland: Steden en dorpen      Nederland: Provincies · Gemeenten